# クラリネット五重奏
クラリネット五重奏（クラリネットごじゅうそう）は、主にクラシック音楽で行われる合奏形態で、一般にクラリネット1本と弦楽四重奏から成るものを指す。また、クラリネット5本によるものもこう呼ばれるが、前者に比べると作品数は少ない。以下、前者の編成について記述する。
クラリネット五重奏という形態は少なくともモーツァルトまでさかのぼる。1789年に作曲された「クラリネット五重奏曲 イ長調 K. 581」は後の作曲家を刺激し、同種の作品を少なからず誕生させることとなった。
ブラームスもその1人であり、彼の室内楽曲の代表作でもある「クラリネット五重奏曲　ロ短調」は、クラリネット奏者リヒャルト・ミュールフェルトによるモーツァルトの五重奏曲の演奏に接したことがきっかけで生まれたものである。
20世紀以降もそれなりに書かれているが、ピアニストに比べてクラリネット奏者が弦楽四重奏と共演する機会は少ないため、新作が発表されても再演が行われにくく、普及の面でハンディを負っている。モーツァルトやブラームス、ウェーバーに匹敵するような知名度を持つ作品がいまだに生まれていない。

## 主な作曲家と作品
ここで紹介している作品は特記しない限り、クラリネット1本と弦楽四重奏によるものである。
- モーツァルト - イ長調 K.581
- レイハ（ライヒャ） - 変ロ長調 Op.89
- ウェーバー - 変ロ長調 Op.34
- マイアベーア - 変ホ長調
- ブラームス - ロ短調 Op.115
- フックス - 変ホ長調 Op.102
- レーガー - イ長調 Op.146
- ヒンデミット - Op.30
- フランセ
- 尹伊桑 - 2曲
- バートウィッスル
- 西村朗